# TuS Metzingen
Actualités
Le TuS Metzingen (Turn- und Sportvereinigung Metzingen e.V.) est un club omnisports allemand, réputé pour sa section féminine de handball, basé à Metzingen en Bade-Wurtemberg.
Il est principalement connu pour son équipe de handball féminin, qui évolue depuis 2012 en première division.

## Palmarès
Compétitions internationales
- finaliste de la coupe de l'EHF (1) : 2016

Compétitions nationales
- Vainqueur du championnat d'Allemagne de 2e division : 2012
- finaliste de la coupe d'Allemagne (2) : 1978 et 1980
- 2e du Championnat d'Allemagne (1) : 2016
  - 3e en 2015 et 2017

## Joueuses majeures
- Maren Baumbach (1999-2000)
- Julia Behnke (2014-2019)
- Marielle Bohm (1999-2002)
- Milica Čović (2013-2015)
- Ariane Geissmann (2013-2014)
- Jasmina Janković (depuis 2014)
- Anna Loerper (2014-2018)
- Maike März (2001-2004)
- Silke Meier (1999-2000)
- Shenia Minevskaja (2013-2015 et 2017-2019)
- Edina Rott (2009-2012)
- Laura Steinbach (2000-2005)
- Wendy Smits (2005-2007)
- Bernadett Temes (depuis 2013)
- Marlene Zapf (depuis 2014)

## Équipementiers
| Période                 | Équipementiers | Réf.  |
| ----------------------- | -------------- | ----- |
| ? – saison 2020/2021    | Kempa          | [ 2 ] |
| saison 2021/2022 – 2024 | Erima          | [ 2 ] |